# NXT UK (WWE Brand)
Ne pas confondre avec WWE NXT UK et NXT
 (février 2020).

## Histoire
Lors d'une conférence de presse à l'O2 Arena, "Triple H" Paul Levesque a révélé qu’un tournoi de 16 Lutteurs serait organisé pour couronner le tout premier champion du Royaume-Uni de la WWE. Le tournoi s'est déroulé sur deux jours, les 14 et 15 janvier 2017, et a été diffusé exclusivement sur le WWE Network. Le championnat devait être le championnat principal d'un nouveau show de la WWE Network, produit au Royaume-Uni (l'émission et sa date de création n'avaient pas encore été révélées par la WWE),. Tyler Bate a remporté le tournoi inaugural pour devenir le premier champion de la WWE au Royaume-Uni.
Le 19 mai 2017, la WWE a organisé un suivi du tournoi du United Kingdom Championship Tournament, intitulé United Kingdom Championship Special.
Le 7 avril 2018, la WWE organise un deuxième tournoi prévu les 18 et 19 juin au Royal Albert Hall,,. Le 7 juin, Johnny Saint est nommé manager général de la branche de la WWE basée au Royaume-Uni,.
Le 18 juin 2018, il ait annoncé que la branche de la WWE basée au Royaume-Uni commençait à tourner en juillet 2018 un nouveau show intitulé NXT UK et à introduire à l'occasion des championnats pour les divisions féminine et par équipes de la branche de développement.
Le 11 octobre 2018, la WWE annonce que le 17 octobre 2018, NXT UK sera diffusé sur le WWE Network à 20h au Royaume-Uni et a 15h aux États-Unis.
Le 18 août 2022, la WWE a annoncé que NXT UK serait rebaptisé NXT Europe en 2023 après une brève interruption de la marque. La WWE a déclaré que NXT Europe "réinventerait la marque et le vivier de talents" dans le but de se concentrer à nouveau sur les pays paneuropéens. "Compte tenu du succès de NXT UK, nous avons pensé qu'il était temps d'aller au-delà", a déclaré Shawn Michaels, dans son rôle de vice-président de Talent Development Creative. Avec le lancement prévu de NXT Europe, NXT UK fera une "brève interruption" et le dernier événement NXT UK aura lieu à Worlds Collide le 4 septembre 2022. Michaels a déclaré que la société travaillerait avec le personnel et les talents pour lancer NXT Europe "plus grand et meilleur",.

## Championnats et accomplissement
Tyler Bate remporte le tournoi inaugural pour devenir le premier WWE United Kingdom Champion. Le premier changement de titre ainsi que la première défense du titre en direct ont eu lieu le 20 mai 2017 à NXT Takeover: Chicago, où Pete Dunne a vaincu Bate pour devenir le nouveau champion.
Le 18 juin 2018, la WWE annonce la création de nouvelles ceintures, dont une pour de championnat féminin (NXT United Kingdom Women's Championship).
Le 26 août 2018, Rhea Ripley a remporté le tournoi inaugural pour devenir la première championne NXT féminine du Royaume-Uni.
Les championnats par équipe NXT du Royaume-Uni ont été annoncés le 18 juin 2018. Le 13 octobre 2018, Lors des enregistrements de NXT UK, Triple H et le général manager du Royaume-Uni, Johnny Saint, ont dévoilé les ceintures du championnat.
| NXT UK                          | NXT UK                       | NXT UK          | NXT UK          | NXT UK       | NXT UK              | NXT UK |
| Championnat                     | Champion(s) actuel(s)        | Nb. de règne(s) | Date victoire   | Durée        | Lieu                |        |
| ------------------------------- | ---------------------------- | --------------- | --------------- | ------------ | ------------------- | ------ |
| NXT UK Championship             | Tyler Bate                   | 2               | 7 juillet 2022  | 992 jours+   | Londres, Angleterre |        |
| NXT UK Women's Championship     | Meiko Satomura               | 1               | 10 juin 2021    | 1 384 jours+ | Londres, Angleterre |        |
| NXT UK Tag Team Championship    | Brooks Jensen et Josh Briggs | 1               | 22 juin 2022    | 1 004 jours+ | Londres, Angleterre |        |
| NXT UK Heritage Cup Championhip | Noam Dar                     | 1               | 6 octobre 2021  | 1 266 jours+ | Londres, Angleterre |        |
| Inter-branded                   |                              |                 |                 |              |                     |        |
| WWE 24/7 Championship           | Dana Brooke                  | 10              | 18 juillet 2022 | 981 jours+   | RAW                 |        |

## Show télévisé
Le WWE Network diffusera le programme télévisé éponyme de NXT UK au Royaume-Uni. Les premiers enregistrements inaugural de NXT UK ont eu lieu les 28 et 29 juillet 2018 au "Cambridge Corn Exchange".

## WWE Network Events
| Événement                                         | Date            | Ville                             | Lieu              | Main Event                                                                                    |
| ------------------------------------------------- | --------------- | --------------------------------- | ----------------- | --------------------------------------------------------------------------------------------- |
| WWE United Kingdom Championship Tournament        | 14 janvier 2017 | Blackpool, (Angleterre)           | Empress Ballroom  | Tyler Bate vs Tucker                                                                          |
| WWE United Kingdom Championship Tournament        | 15 janvier 2017 | Blackpool, (Angleterre)           | Empress Ballroom  | Tyler Bate vs Pete Dunne pour le premier WWE United Kingdom Championship                      |
| WWE United Kingdom Championship Special           | 7 mai 2017      | Norwich,(Angleterre)              | Epic Studios      | Tyler Bate (c) vs. Mark Andrews pour le WWE United Kingdom Championship                       |
| WWE United Kingdom Championship Tournament (2018) | 18 juin 2018    | Kensington, Londres, (Angleterre) | Royal Albert Hall | Zack Gibson vs. Travis Banks pour déterminer le challenger au WWE United Kingdom Championship |
| WWE United Kingdom Championship Tournament (2018) | 19 juin 2018    | Kensington, Londres, (Angleterre) | Royal Albert Hall | Pete Dunne vs. Zack Gibson pour le WWE United Kingdom Championship                            |